# Chloridolum concinnatum
Chloridolum concinnatum là một loài bọ cánh cứng trong họ Cerambycidae.